# アクトピア大洲
アクトピア大洲（アクトピアおおず）は、愛媛県大洲市中村にあった商業施設。

## 概要
百貨店、スーパー、専門店が一体となる四国初の三業態複合店舗で、延床面積・売り場面積ともに南予地方最大の商業施設として1995年3月にオープンした。フジを核店舗として専門店などが入居していた。かつては百貨店のいよてつ髙島屋（開店当初は、いよてつそごう）もテナントとして入居していたが、2021年1月25日に移転のため閉店している。
施設は6階建ての建物で、地元店舗･企業等の出資で設立された株式会社アクトピア大洲（旧：大洲駅前共同店舗開発株式会社）が管理･運営を行っていた。店舗の名称である「アクトピア大洲」は一般公募から選ばれ、水郷をイメージしたアクア、理想郷を意味するユートピアなどを総合してつけられた。
2024年12月10日に建物の賃貸借契約期間満了および設備の老朽化などを理由として、2025年1月31日に閉館することが発表され、同日19時に閉館した。

## 主なテナント
- 閉館月まで営業していたテナント
- フジグラン大洲
- ナムコランド
- 冨永松栄堂
- 谷本蒲鉾店
- 柿見時計店
- さくら（弁当・惣菜）
- りぼん（おもちゃ）
- La・Conner（雑貨・文具）
- どんと
- Seria - 閉館後、マルナカ大洲店内に移転
- カーブス - 閉館後、マルナカ大洲店内に移転
- 明光義塾 - 閉館後、明屋書店大洲店内に移転

### 撤退したテナント
- マクドナルド
- 十字屋
- ブティックアンツインズ
- 大正ロマン
- パリロワッサン
- シューズショップ　アオキ
- RIO
- フジトラベル
- (いよてつそごう→)いよてつ髙島屋（2021年1月25日に閉店し、同月30日に「オズメッセ21」に移転開業した）[4][5]。
- 伊集園（八女茶）
- アクトピアブックセンター
- 小麦の奴隷
- クラフトハートトーカイ（2024年4月7日）

## アクセス
- 伊予鉄南予バス（ぐるりん大洲）「アクトピア大洲」バス停で下車。
- 宇和島バス「アクトピア大洲」バス停で下車。
- JR伊予大洲駅から徒歩で約5分。

## 周辺
- ハローワーク大洲
- 大洲若宮郵便局
- 四国地方整備局大洲河川国道事務所